# Ferdinand Seeboeck
Ferdinand Seeboeck (* 27. März 1864 in Wien; † 18. Dezember 1952 in Rom) war ein österreichischer Bildhauer.

## Leben und Wirken
Geboren als Sohn von Wilhelm Seeboeck, Kaufmann, und Amalie Seeboeck, geb. Bauer, wurde der Sechzehnjährige 1880 in die Akademie der bildenden Künste Wien aufgenommen und studierte bei Edmund von Helmer Bildhauerei. Bis 1884 eingeschrieben, verließ Seeboeck 1885 seine Heimatstadt Wien, um in Italien künstlerische Anregung zu suchen. 1889 arbeitete er für einige Monate im Bildhaueratelier von Adolf von Hildebrand (1847–1921) und lernte vermutlich hier den Industriellen und Kunstmäzen Ludwig Mond kennen, der Seebock ein Stipendium gewährte. Dies erlaubte Seeboeck die Ansiedlung in Rom, wo er eines der Wohnateliers anmieten konnte, die der begüterte Maler Alfred Strohl-Fern (1847–1927) im Park seiner Villa für junge Künstler errichtet hatte. Über seinen Mäzen Ludwig Mond fand Seeboeck Zugang zum Freundeskreis von Henriette Hertz (1846–1913), der Gründerin der Bibliotheca Hertziana in Rom, aus dem er vor allem mit Porträtaufträgen bedacht wurde. So entstand 1894 eine Marmorbüste des Kunstsammlers und Schriftstellers Graf Adolf von Schack (1815–1894) für dessen Galerie in München.
Um 1885 konnte Seeboeck Wohnung und Atelier in der legendären Künstlerstraße Via Margutta in der Nähe der Spanischen Treppe beziehen, die er zeitlebens beibehielt. Neben Porträtaufträgen verdiente Seeboeck mit dem Verkauf von Kleinplastiken seinen Lebensunterhalt. Von Rom aus pflegte er Kontakte nach Deutschland und unternahm Reisen dorthin, um Auftragsarbeiten zu erledigen, wie eine Denkmalbüste des berühmten Pfarrer Sebastian Kneipp (1821–1897), die 1899 in Wörishofen aufgestellt wurde. Auch Ausstellungen in seinem Atelier in Rom dienten der Akquise, so dass sich Seeboeck nach der Jahrhundertwende auf eine ganze Reihe mehr oder minder prominenter Auftraggeber stützen konnte. Sein bis 1947 geführtes Ateliergästebuch versammelte fast alles was in diesen Jahren in der römischen Kunstwelt Rang und Namen hat.

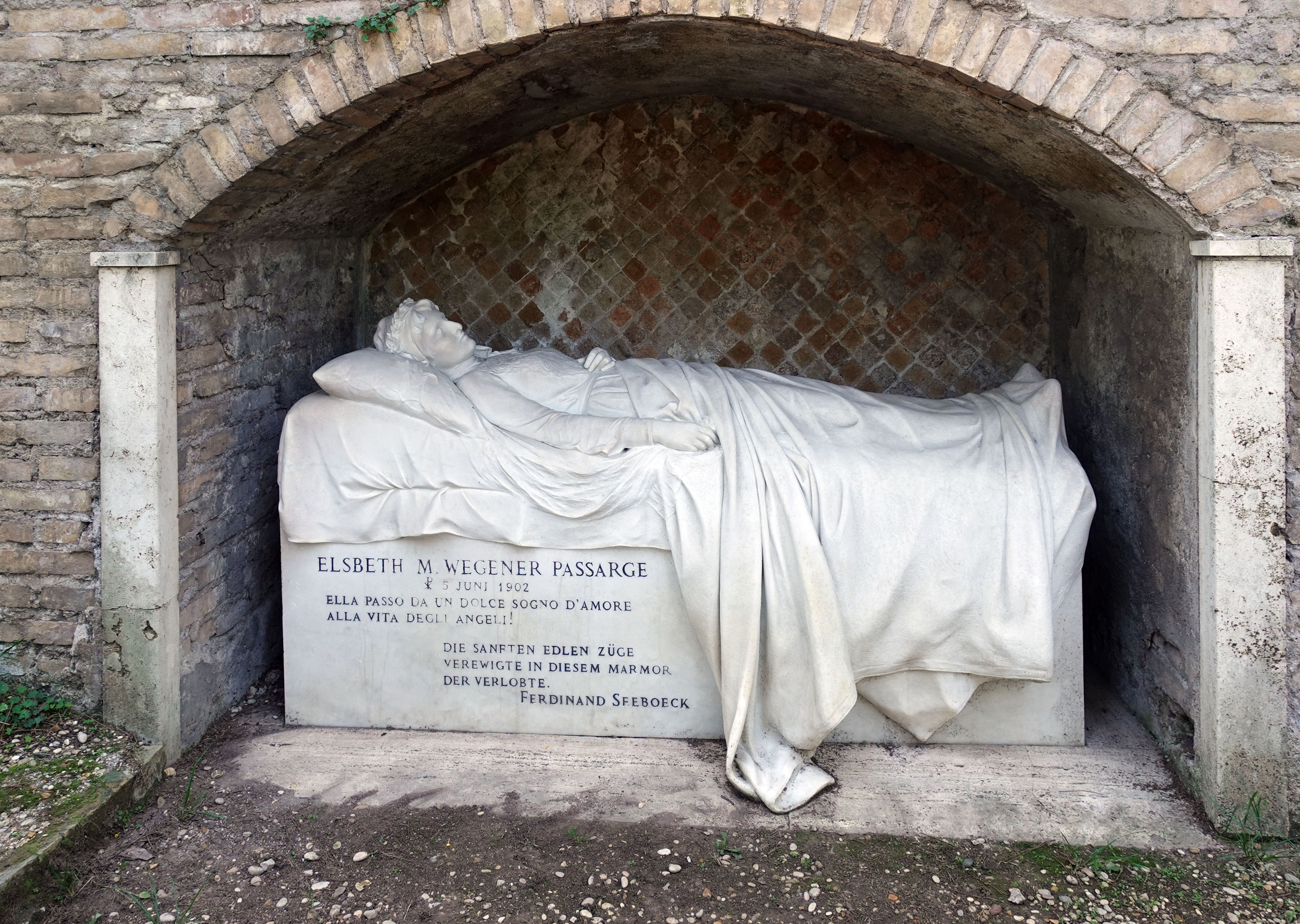
Grabmal Elisabeth Wegener-Passarge, Cimitero Acattolico, Rom

1902 starb Seeboecks Braut Elisabeth Wegener-Passarge (1884–1902) erst 18-jährig an Typhus. Der Schicksalsschlag vertrieb den Bildhauer aus Rom und führte ihn auf der Suche nach Auftraggebern nach Süddeutschland. Dort entstanden 1903 die Büsten des Würzburger Theologen Herman Schell (1850–1906) und eine Doppelbüste des Großherzogs Ludwig von Baden (1826–1907) und seiner Gattin Luise von Preußen (1838–1923). 1905–1909 unterhielt Seeboeck ein Sommeratelier in Baden-Baden. In Rom fertigte er 1907 das Tonmodell zu einer Büste von Papst Pius X., die anschließend mehrfach in Marmor ausgeführt wurde. Die Arbeit sicherte Seeboeck in der Folge eine ganze Reihe von Aufträgen aus Kirchenkreisen, auch in Deutschland, wo er 1909 den Kölner Prälat und Kunstsammler Alexander Schnütgen (1843–1918) porträtierte.

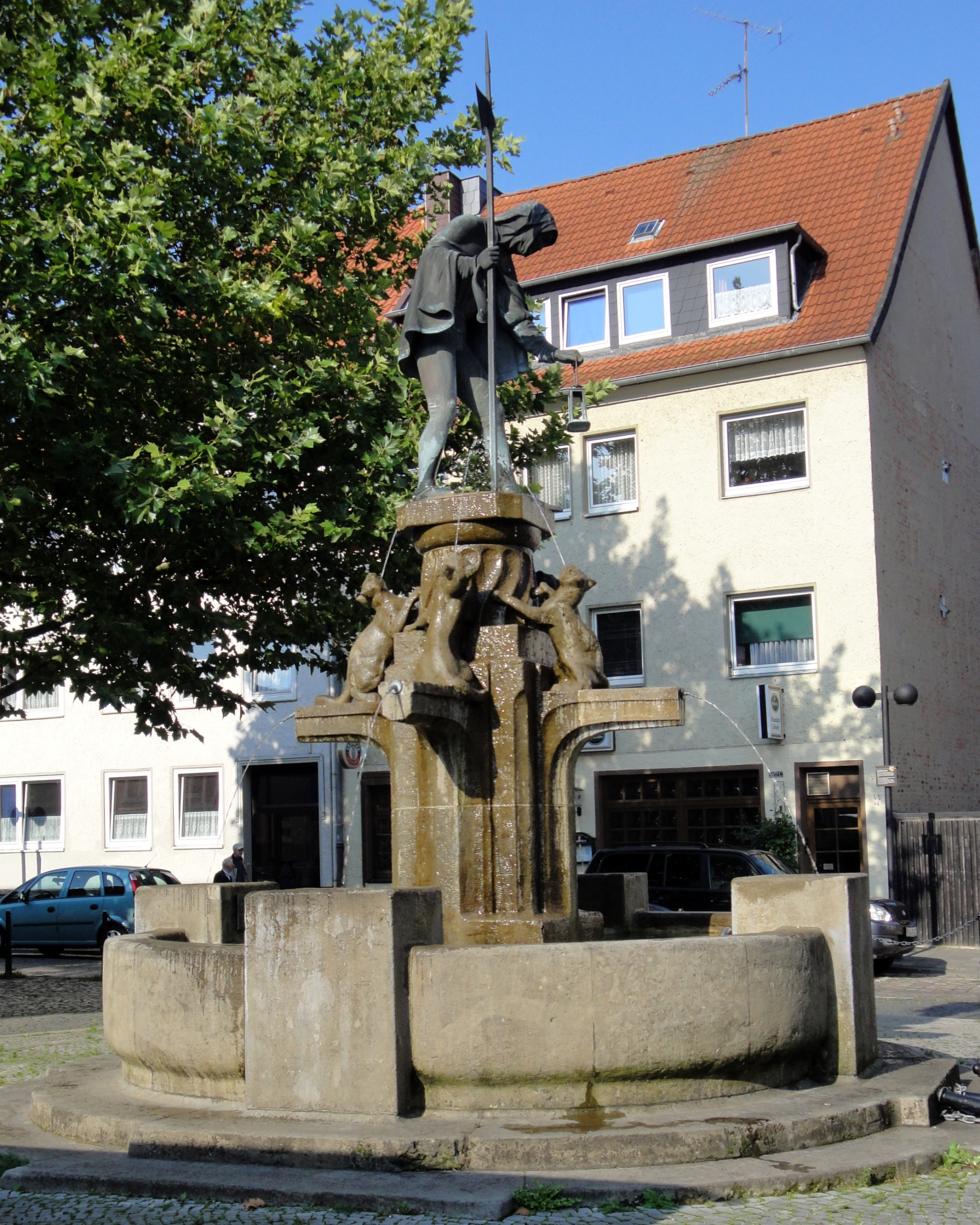
Katzenbrunnen in Hildesheim

1913 erhielt Seeboeck den Auftrag zu einer monumentalen Brunnenplastik in Hildesheim (Katzenbrunnen auf dem Neustädter Markt).
Die Kriegsjahre verbrachte Seeboeck in Deutschland; erst 1919 kehrte er zurück nach Rom. Ein Berliner Kinderbildnis aus dem Jahre 1918 ist das einzig bekannte Werk aus dieser Zeit. Nach dem Ersten Weltkrieg waren Aufträge rar für den Bildhauer, bis 1922 durch den aus Regensburg stammenden Bischof von Cleveland erstmals eine Werkbestellung für die USA eintraf, der in den Folgejahren weitere folgen sollten, unterstützt durch einen illustrierten Beitrag in der Zeitschrift Die christliche Kunst (1925/26). Für die Benediktinerabtei von St. Vincent in Latrobe/Pennsylvania in der Nähe von Pittsburgh schuf Seeboeck überlebensgroße Marmorstatuen von Benedikt und anderen Ordensheiligen sowie eine monumentale Statue des Gründers der Abtei, Bonifaz Wimmer (1809–1887), die 1931 enthüllt wurde.
Seeboeck, der 1923 die Römerin Maria Giorgi (1888–1960) geheiratet hatte, trat in den 1920er Jahren auch mit dem Salvatorianer-Orden in engere Verbindung. Der römische Ordensgeneral Pankratius Pfeiffer (1872–1945) beauftragte Seeboeck mit einer Salvatorstatue für das Generalatshaus im ehemaligen Palazzo Cesi, der weitere Werkaufträge für Rom, aber auch für Ordensniederlassungen in England und den USA folgten. Die letzte bekannte Arbeits Seeboecks war ein Gipsmodell zu einer Statue de Ordensgründers Franziskus Jordan (1848–1918), die der 77-jährige im Jahr 1941 angefertigt hatte.
1950 löste Seeboeck sein Atelier in der Via Margutta auf und zog mit seiner Frau in eine kleinere Wohnung in die Via E. Gianturco, wo er am 18. Dezember 1952 starb. Zwei Tage später wurde er auf dem Friedhof Campo Verano in Rom beigesetzt.

## Werke

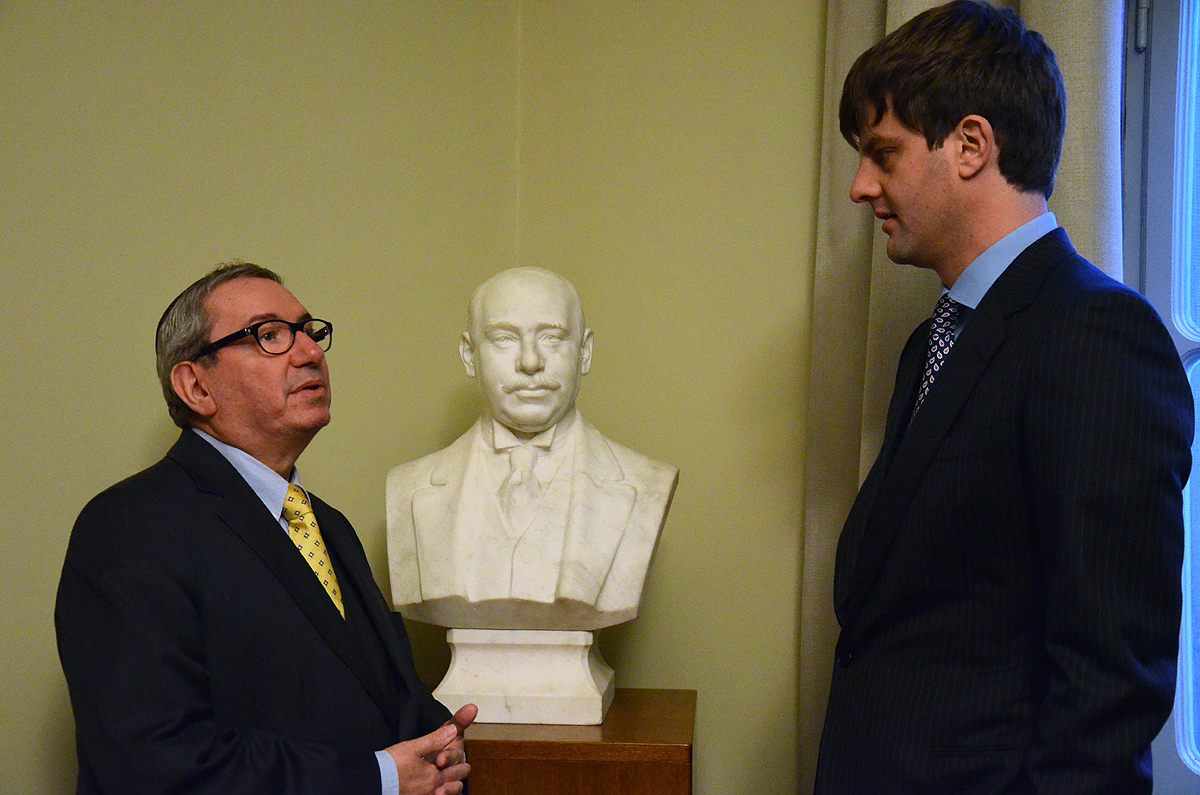
Professor Andor Izsák (rechts) 2013 vor der Büste Siegmund Seligmanns im Gespräch mit Ernst August Prinz von Hannover

Ein Verzeichnis der bekannten Werke bei: G. Mayer, Ferdinand Seeboeck. Bildhauer in Rom, Rom 2002, S. 59ff.
Werkauswahl:
- Statuette Henriette Hertz (1846–1913) am Schreibpult bei der Arbeit an ihrer Monographie über Pinturicchio (Rom, Bibliotheca Hertziana), H. 21,5 cm, 1890er Jahre, Bronze
- Statue der Sappho (London, King’s College), 1893, Marmor (Auftrag von Ludwig Mond, 1923 vom Estate of Frida Mond dem King’s College gestiftet)[1]
- Porträtbüste Adolf von Schack (1815–1894), Kunstsammler und Schriftsteller (München, Sammlung Schack), 1894, H. 69 cm, Marmor
- Porträtbüste Sebastian Kneipp (1821–1897), Pfarrer und Heilkundiger (Bad Wörishofen, Park des Kneippianums), 1899, Marmor
- Grabmal Elisabeth Wegener-Passarge (1884–1902), Rom, Cimitero Acattolico per Stranieri, 1902, Marmor
- Porträtbüste Friedrich Althoff (1839–1908), preußischer Kulturpolitiker (Göttingen, Aula Universität), 1907, Marmor
- Porträtbüste Marie von Mendelssohn-Bartholdy (1855–1906) (Frascati, Villa Falconieri), 1907, Marmor
- Porträtbüste Friedrich Paulsen (1846–1908), Pädagoge und Philosoph (Bredstedt, Nordfriisk Instituut), 1908, Gips
- Porträtbüste Alexander Schnütgen (1843–1918), katholischer Theologe, Kölner Domkapitular, Kunstsammler und Museumsgründer (Köln, Schnütgen-Museum), 1909/10, Marmor
- Porträtbüste Ernst von Mendelssohn Bartholdy (1846–1909), Bankier und Mäzen (Frascati, Villa Falconieri), 1911, Marmor
- Porträtbüste Ludovika Freifrau von Stumm-Ramholz, geborene von Rauch (1866–1945), Stifterin des Krankenhauses Schlüchtern (Schlüchtern, Villa Ludovika), 1912, Marmor
- Porträtbüste Siegmund Seligmann (1853–1925), Gründer der Gummiwerke Continental (Hannover, Villa Seligman), 1915, Marmor
- Porträtbüste eines Mädchens mit Teddy (Privatbesitz), H. 55 cm, 1918, Gips (Bez.: „Ferdinand Seeboeck Berlin 1918“)
- Kolossalstatue Bonifaz Wimmer OSB (1809–1887), Bayerischer Benediktiner, Begründer des benediktinischen Mönchtums in den USA. Gründer und erster Abt der Abtei St. Vincent in Latrobe, Pennsylvania (Latrobe/Pennsylvania, Abtei St. Vincent), 1931, Bronze[2]
- Jagende Diana (Rom, Bibliotheca Hertziana, Inv. Nr. B20003), H. 49 cm, 1933, Bronze (Bez. „F. Seeboeck/Roma. 1933“)